# Biały Most we Vranju
Biały Most (serb. Бели мост - Beli most) – kamienny most nad rzeką Vranjska Reka w miejscowości Vranje na południu Serbii.
Nazywany jest także Mostem Miłości (serb. Мост љубави - Most ljubavi). Według miejscowej legendy most wzniesiono, by upamiętnić nieszczęśliwą miłość Turczynki Ajszy z serbskim pasterzem Stojanem.
Na moście zamocowana jest tablica w języku tureckim i arabskim. Widnieje na nim informacja mówiąca, że most został wzniesiony w 1844 roku.

## Galeria

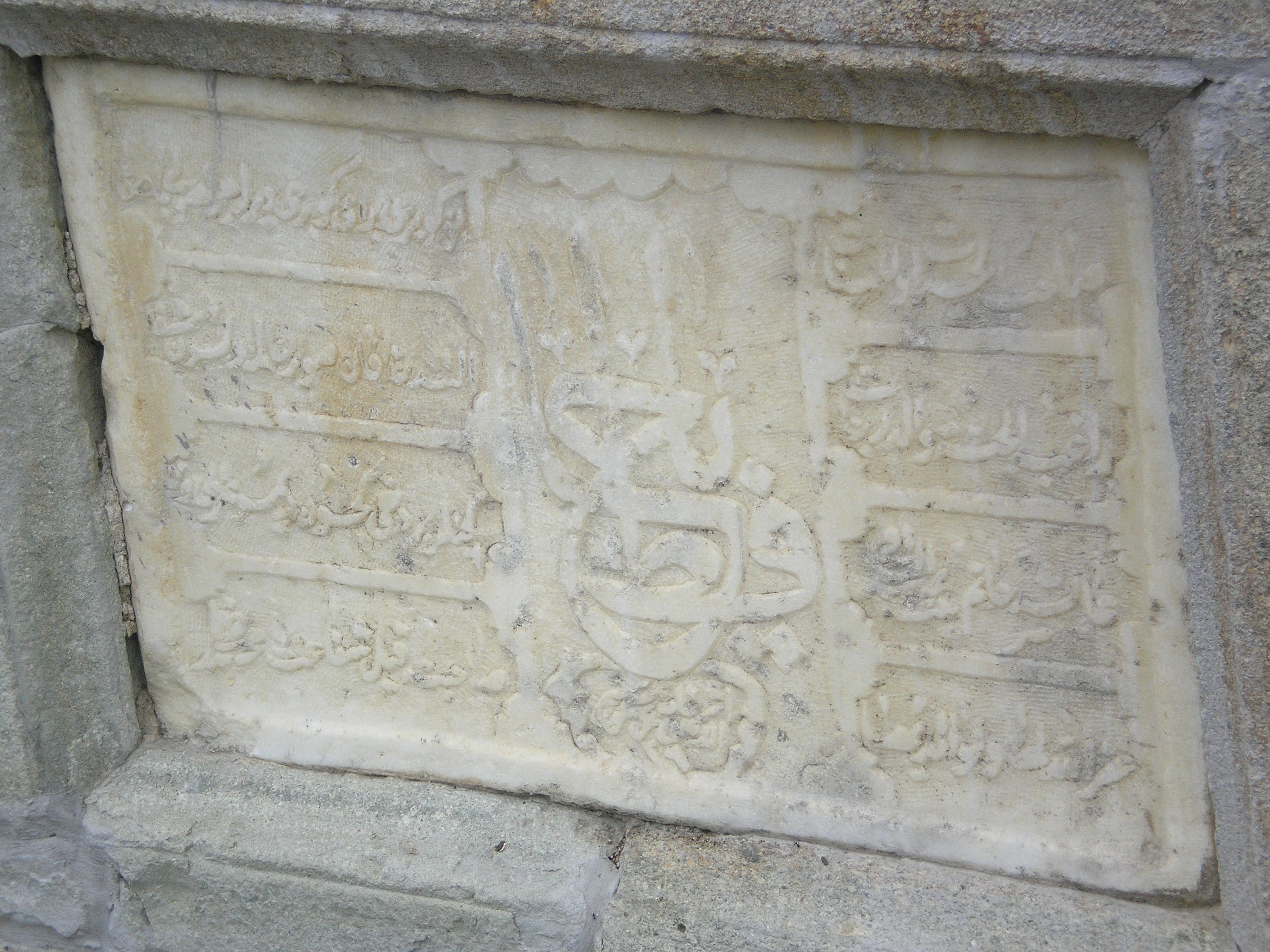
Tabliczka z czasów osmańskich
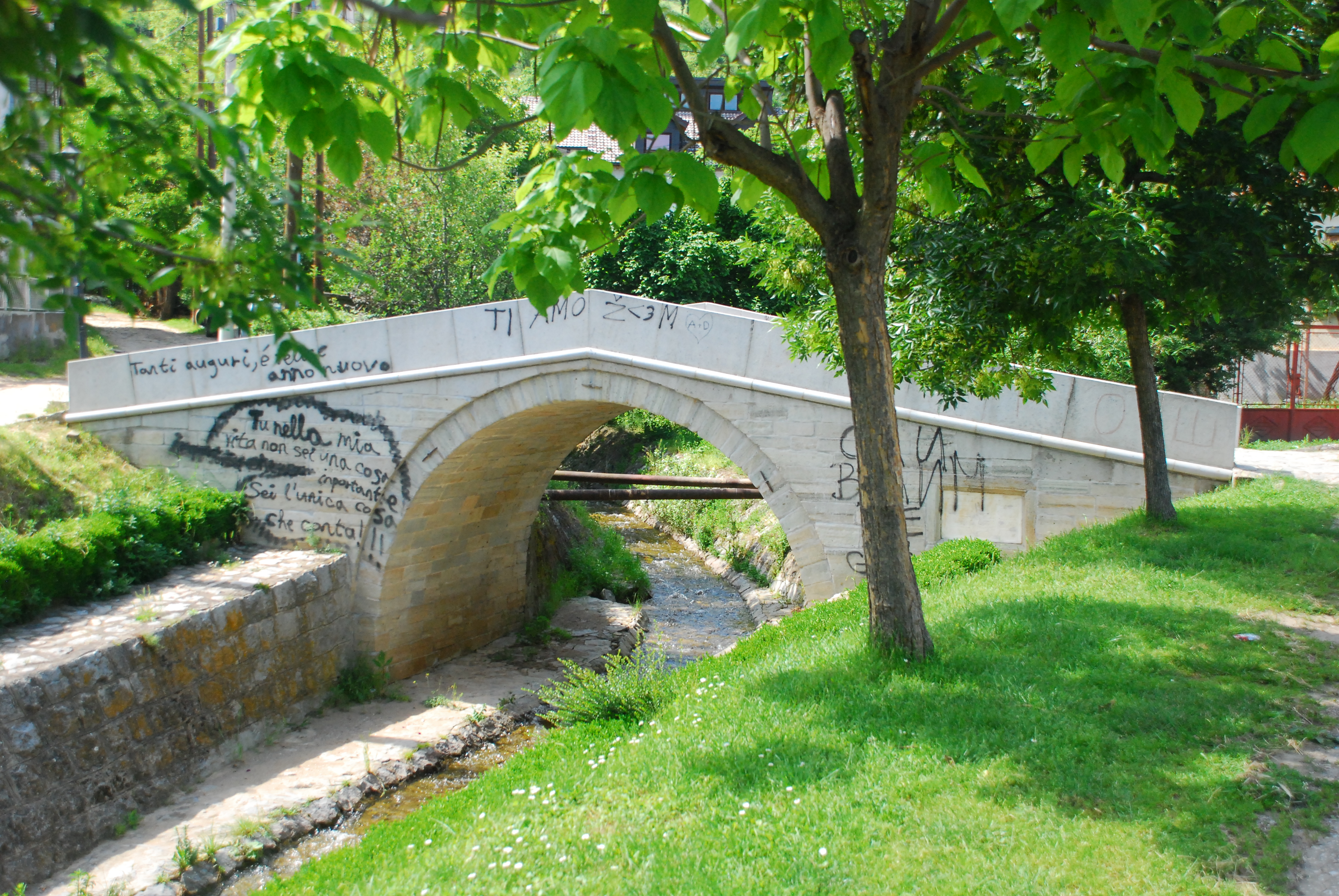
Widok ogólny
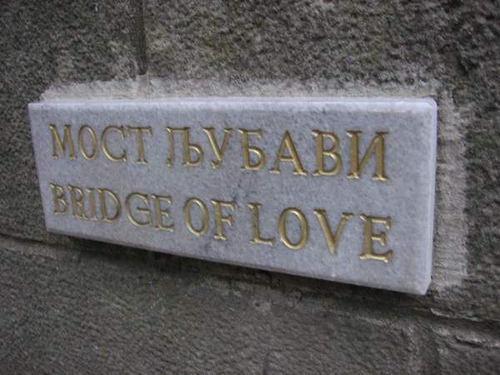
Napis "Most Miłości" w języku serbskim i angielskim